# 蓋伊·吉布森·坎貝爾
蓋伊·吉布森·坎貝爾（英語：Guy Gibson Campbell，1890年8月6日—1957年12月2日）是一名美國醫師。他在第一次世界大戰前期於美國陸軍運輸船上擔任醫務人員，後來成為英屬北婆羅洲的醫務人員。1932年，坎貝爾回到美國從事私人執業醫師，五年後被任命為賴比瑞亞凡士通種植園的醫務主任，並透過朋友介紹進入伊索比亞公務員系統任職，擔任衣索比亞衛生部的主要顧問和衣索比亞皇帝海爾·塞拉西一世的私人醫生。坎貝爾於1948年離開伊索比亞到南美的美洲事務協調辦公室任職，晚年回到美國印第安納州經營私人診所。

## 早年生涯

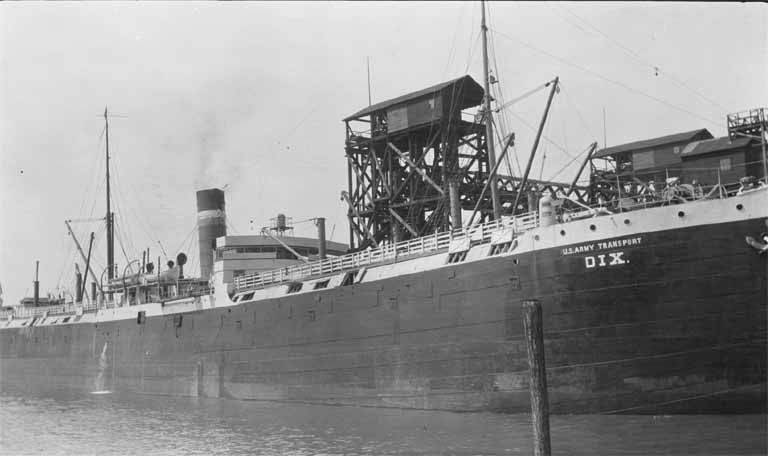
The Dix, 約1912年攝

蓋伊·吉布森·坎貝爾於1890年8月6日出生在美國賓夕法尼亞州的彼得堡。他從費城的傑佛遜醫學院畢業後，於1913年開始投入第一次世界大戰，在美國陸軍運輸船「Dix」號上擔任醫務人員 。1916年至1932年，坎貝爾在英屬北婆羅洲擔任醫療官員，主要主持公共衛生和營養方面的活動，並因其對當地住民所做的努力而受到殖民地政府的嘉獎。 他於1932年回到美國，在印第安納州的惠勒和東加里從事私人執業醫師。

## 非洲經歷

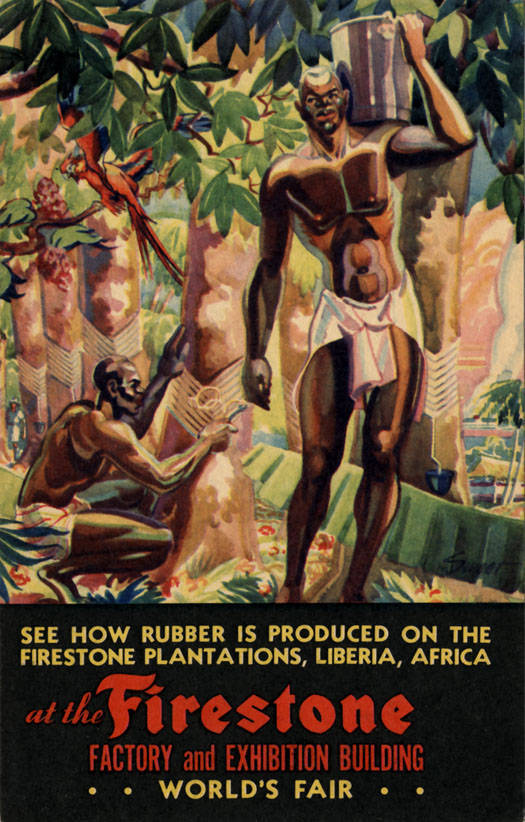
1930年代的海报，描绘賴比瑞亞的凡士通種植園的橡胶採集工人。

坎貝爾於1937年被任命為賴比瑞亞凡士通種植園的醫務主任，直到1943年才卸下職務。1947年，坎貝爾在位於華盛頓特區的賴比瑞亞大使館被授予勳章，以表彰他對賴比瑞亞的貢獻。在賴比瑞亞時，他認識了當時是蒙羅維亞銀行總經理的喬治·布洛爾斯，後來布洛沃斯被任命為伊索比亞國家銀行行長，他詢問坎貝爾：「如果我回伊索比亞時為你找份工作，你會來嗎？」，坎貝爾表示他願意，也因此被任命為伊索比亞內政部的官員。1944年伊索比亞衛生部成立後，他調任為該部的首席顧問，並擔任皇帝海爾·塞拉西一世的私人醫生。
坎貝爾聲稱他大幅擴展了衣索比亞的醫療服務，在他1948年任期結束時，醫院數量從15家增加到36家，床數量也從1200張增加到4000張，醫生則從40名增加到100名，並從英國、瑞典、意大利、印度和美國吸引許多新人投入。他在伊索比亞醫學會成立過程中扮演關鍵的角色，也擔任醫學會的首任主席。坎貝爾也被授予衣索比亞之星勳章以表揚他對公共衛生的貢獻。

## 回到美洲
1948年，坎貝爾被任命至美洲事務協調辦公室服務，並赴玻利維亞的拉巴斯、哥倫比亞的波哥大和厄瓜多任職 。玻利維亞政府和哥倫比亞政府為表揚坎貝爾對公共衛生的貢獻而授予勳章。
坎貝爾後來回到印第安納州哈蒙德、代爾和蒙斯特開設私人診所。他住在代爾的哈特街，與妻子海倫·布林·坎貝爾育有兩子一女，分別是蓋伊·吉布森二世、查爾斯·吉布森、瑪麗·海倫，他們總共為坎貝爾生下6個孫兒女。坎貝爾是美國醫學會、印第安納州醫學會和湖郡醫學會的成員，同時也是皇家熱帶醫學和衛生學會以及美國老年醫學會的院士，1957年，他成為皇家衛生學會的成員。1957年12月2日，坎貝爾在代爾的慈悲聖母醫院逝世，隨後在代爾的聖約瑟夫教堂舉行安魂彌撒並葬在聖約瑟夫墓園。